# José Serra
José Serra (San Paolo del Brasile, 19 marzo 1942) è un politico ed economista brasiliano, membro del Partito della Social Democrazia Brasiliana (PSDB).

## Biografia
Figlio unico di un emigrato calabrese, il fruttivendolo Francesco Serra, nato a Corigliano Calabro e di una figlia d'italiani (anch'essi calabresi)., Serafina Chirico, José Serra è nato nel quartiere della Mooca, tradizionale Little Italy di San Paolo. Sua moglie è la cilena Sylvia Mónica Allende Serra. È stato deputato federale dal 1986 al 1994, senatore (1994-2002) e ministro di Stato durante il governo di Fernando Henrique Cardoso.
È stato candidato a Presidente per il PSDB nel 2002, perdendo la sfida contro Lula, al ballottaggio. José Serra è stato inoltre sindaco di San Paolo, la più grande e importante città del Brasile ed è stato eletto governatore dello Stato di San Paolo nell'ottobre del 2006. Serra è stato candidato del suo partito per disputare la successione di Lula alle elezioni del 2010, alla guida della coalizione Il Brasile Può di Più giungendo al ballottaggio dove ha perso contro Dilma Rousseff.